# Območna liga 1987-1988
L'edizione 1987-1988 della Območna liga vide le promozioni di Stol Kamnik e Kovinar Maribor, a cui si aggiunsero quelle di Svoboda, Medvode, Partizan Žalec e Pohorje, per riforma dei campionati (nel livello superiore si era creata una vacanza di organico di quattro posti per via dell'ammissione di quattro squadre della Lega Repubblicana Slovena nella nuova Terza Lega a livello interrepubblicano).
Si trattava della seconda serie slovena (la quarta nella piramide calcistica jugoslava). Območna liga significa letteralmente "lega regionale", ma in realtà si trattava più propriamente di una lega interregionale, essendo suddivisa in due soli gironi (Slovenia occidentale e orientale), mentre le regioni statistiche della Slovenia sono dodici.

## Girone ovest
|                | Pos. | Squadra       | Pt | G  | V  | N  | P  | GF | GS | DR  |
| -------------- | ---- | ------------- | -- | -- | -- | -- | -- | -- | -- | --- |
|                | 1.   | Stol Kamnik   | 31 | 22 | 15 | 1  | 6  | 48 | 29 | +19 |
|                | 2.   | Svoboda       | 31 | 22 | 12 | 7  | 3  | 39 | 24 | +15 |
|                | 3.   | Medvode       | 28 | 22 | 10 | 8  | 4  | 35 | 20 | +15 |
|                | 4.   | Naklo         | 26 | 22 | 9  | 8  | 5  | 31 | 22 | +9  |
|                | 5.   | Elan          | 20 | 22 | 5  | 10 | 7  | 21 | 25 | -4  |
|                | 6.   | Slavija Vevče | 19 | 22 | 6  | 7  | 9  | 27 | 23 | +4  |
|                | 7.   | Primorje      | 19 | 22 | 5  | 9  | 8  | 24 | 34 | -10 |
|                | 8.   | Postumia      | 19 | 22 | 7  | 5  | 10 | 23 | 35 | -12 |
|                | 9.   | Jesenice      | 18 | 22 | 7  | 4  | 11 | 34 | 39 | -5  |
|                | 10.  | Jadran Dekani | 18 | 22 | 4  | 10 | 8  | 22 | 32 | -10 |
|                | 11.  | Tabor Sežana  | 18 | 22 | 5  | 8  | 9  | 20 | 32 | -12 |
|                | 12.  | Piran         | 17 | 22 | 6  | 5  | 11 | 19 | 37 | -18 |
| Fonte: dlib.si |      |               |    |    |    |    |    |    |    |     |

Legenda:
      Promosso in Slovenska republiška liga 1988-1989.
      Retrocesso nella divisione inferiore.
Note:
Due punti a vittoria, uno a pareggio, zero a sconfitta.

## Girone est
|                | Pos. | Squadra                 | Pt | G  | V  | N | P  | GF | GS | DR  |
| -------------- | ---- | ----------------------- | -- | -- | -- | - | -- | -- | -- | --- |
|                | 1.   | Kovinar Maribor         | 31 | 22 | 11 | 9 | 2  | 33 | 15 | +18 |
|                | 2.   | Partizan Žalec          | 27 | 22 | 10 | 7 | 5  | 43 | 26 | +17 |
|                | 3.   | Pohorje                 | 25 | 22 | 9  | 7 | 6  | 23 | 19 | +4  |
|                | 4.   | Limbuš Pekre            | 25 | 22 | 8  | 9 | 5  | 27 | 23 | +4  |
|                | 5.   | Zagorje                 | 23 | 22 | 7  | 9 | 6  | 27 | 29 | -2  |
|                | 6.   | Šmartno ob Paki         | 22 | 22 | 7  | 8 | 7  | 28 | 34 | -6  |
|                | 7.   | Železničar Maribor      | 21 | 22 | 8  | 5 | 9  | 36 | 34 | +2  |
|                | 8.   | Nafta                   | 20 | 22 | 7  | 7 | 9  | 35 | 32 | +3  |
|                | 9.   | Dravinja                | 20 | 22 | 8  | 4 | 10 | 30 | 36 | -6  |
|                | 10.  | Partizan Slovenj Gradec | 20 | 22 | 8  | 4 | 10 | 36 | 34 | +2  |
|                | 11.  | Dravograd               | 16 | 22 | 5  | 6 | 11 | 19 | 33 | -14 |
|                | 12.  | Fužinar                 | 14 | 22 | 4  | 6 | 12 | 26 | 47 | -21 |
| Fonte: dlib.si |      |                         |    |    |    |   |    |    |    |     |

Legenda:
      Promosso in Slovenska republiška liga 1988-1989.
      Retrocesso nella divisione inferiore.
Note:
Due punti a vittoria, uno a pareggio, zero a sconfitta.